# Erin Gruwell
Erin Gruwell (sinh ngày 15 tháng 8 năm 1969) là một giáo viên người Mỹ trở nên nổi tiếng với phương pháp giảng dạy độc đáo. Cuốn sách của cô là Nhật kí nhà văn tự do được xuất bản vào năm 1999. Gruwell là một giáo viên có sức ảnh hưởng vô cùng lớn. Cô đã truyền cảm hứng để học sinh có thể trở thành hình mẫu mà họ mong ước.

## Học vấn
Erin Gruwell sinh ra ở Glendora, California. Cha mẹ cô ly hôn khi cô vẫn còn nhỏ. Gruwell tốt nghiệp trường Trung học Bonita ở La Verne (California) và Đại học California, Irvine, nơi cô nhận được Giải thưởng Cựu sinh viên xuất sắc Lauds và Laurels. Gruwell lấy bằng thạc sĩ và chứng chỉ giảng dạy tại Đại học Bang California, Long Beach, tại đó, cô được Trường Giáo dục vinh danh là Cựu sinh viên xuất sắc.
Ban đầu Erin dự định vào trường luật để trở thành luật sư hơn là một giáo viên. Sau khi theo dõi các cuộc bạo loạn ở Los Angeles năm 1992 trên các bản tin, cô quyết định trở thành một giáo viên. Gruwell nghĩ "Lạy Chúa, khi bạn đang biện hộ cho một đứa trẻ trong phòng xử án, trận chiến này đã thật sự kết thúc. Tôi nghĩ rằng cuộc chiến thực sự nên xảy ra ở đây, ngay tại lớp học. "  

## Sự nghiệp
Gruwell bắt đầu công việc dạy học vào năm 1994 tại Trường Trung học Woodrow Wilson ở Long Beach, California. Cô phải giảng dạy cho một lớp bao gồm những thành phần cực kì nguy hiểm. Một học sinh là Sharaud đã chuyển đến Wilson từ một trường trung học khác vì anh ta bị cáo buộc đe dọa giáo viên bằng một khẩu súng. Một vài tháng vào năm học, một số học sinh khác đã gửi một bức thư miêu tả Sharaud (một người Mỹ gốc Phi) với đôi môi dày. Gruwell nói với học sinh của mình rằng chính những bức vẽ như vậy đã dẫn đến Holocaust. Sự thật là không một ai trong số họ đã nghe nói về một trong những thời điểm quan trọng của thế kỷ 20. Gruwell đưa học sinh xem bộ phim Bản danh sách của Schindler, tự bỏ tiền mua sách mới và mời các diễn giả khách mời - những nhân chứng trong cuộc chiến tranh.
Sau một năm dạy học sinh của mình, Gruwell trở lại Wilson với tư cách là một giáo viên chính thức, lần này là giáo viên của một lớp sinh viên năm hai. Học kỳ mùa thu của cô có khởi đầu khó khăn do sự phản đối của sinh viên đối với Dự luật 187. Nhưng Gruwell vẫn tiếp tục cho học sinh của mình viết nhật ký. Cô cũng cho họ đọc những cuốn sách được viết bởi những thanh thiếu niên khác trong thời kỳ chiến tranh, chẳng hạn như Nhật ký Anne Frank, Nhật ký của Zlata và Đêm.
Mùa thu năm 1995, Gruwell tặng mỗi học sinh của mình một túi đầy sách mới và yêu cầu họ nâng ly chúc mừng để đổi lấy.  Họ đều tốt nghiệp trung học và nhiều người tiếp tục học đại học.
Giữa năm 1994 và 1998, cuốn sách Những nhà văn tự do đã thu hút được sự chú ý của giới truyền thông, bao gồm cả xuất hiện trên Primetime Live, The View và Good Morning America.

### Sau khi giảng dạy
Năm 1998, Gruwell rời trường Trung học Wilson và trở thành Giáo viên Xuất sắc trong Khu nội trú tại Đại học Bang California, Long Beach. Gruwell sau đó tiếp tục thành lập Tổ chức Nhà văn Tự do với mong muốn truyền bá phương pháp dạy học của mình trên khắp đất nước.
Nhật ký Nhà văn Tự do là một cuốn sách năm 1999 được viết bởi Những nhà văn Tự do với phần giới thiệu được viết bởi Erin Gruwell. Nó được chuyển thể thành phim Những nhà văn tự do năm 2007, với sự tham gia của Hilary Swank, và Gruwell là chủ đề của Phim tài liệu PBS 2019 - Những nhà văn tự do: Những câu chuyện đến từ trái tim.
Cô đã viết một cuốn tự truyện về những trải nghiệm của mình, mang tên Dạy bằng trái tim của bạn: Những bài học tôi học được từ các nhà văn tự do, được xuất bản cùng thời điểm phát hành bộ phim.